# Kassim-Zjomart Tokajev
Kassim-Zjomart Kemelevitsj Tokajev (Kazachs: Kasym-Jomart Kemeluly Toqaev, Russisch: Касым-Жомарт Кемелевич Токаев) (Alma-Ata, 17 mei 1953) is een Kazachs politicus. Hij is sinds 20 maart 2019 president van Kazachstan. Van 1999 tot 2002 was hij premier en van 2007 tot 2019, met een onderbreking van twee jaar, voorzitter van de Kazachse senaat.

## Levensloop
Tokajevs vader Kemel was een veteraan uit de Tweede Wereldoorlog en een bekend Kazachs schrijver. Tokajev groeide op in de Sovjet-Unie en studeerde van 1970 tot 1975 aan het Staatsinstituut voor Internationale Betrekkingen van Moskou. Na zijn afstuderen kreeg hij een aanstelling bij de Sovjet-ambassade in Singapore. Van 1979 tot 1985 werkte hij voor het ministerie van Buitenlandse Zaken in Moskou. Van 1985 tot 1991 was hij werkzaam op de Sovjet-ambassade in de Chinese hoofdstad Peking.
Na het uiteenvallen van de Sovjet-Unie werd Tokajev benoemd tot onderminister van Buitenlandse Zaken van Kazachstan. In 1994 werd hij minister van Buitenlandse Zaken, een functie die hij tot 1999 vervulde. Als minister van Buitenlandse Zaken maakte Tokajev zich hard voor non-proliferatie, oftewel het tegengaan van kernwapens. In 1999 werd Tokajev per presidentieel decreet benoemd tot premier, een positie die hij tot 2002 vervulde. Hij was vervolgens weer vijf jaar minister van Buitenlandse Zaken. Van 2007 tot 2019 was hij voorzitter van de senaat, met een onderbreking van twee jaar. In die twee jaar werkte Tokajev als directeur-generaal bij de Verenigde Naties.
Op het terrein van de binnenlandse politiek kan Tokajev zich vinden in het Kazachse politieke systeem, waarbij veel macht ligt bij de president. Hij heeft zich hard gemaakt voor de landhervormingen waardoor het voor buitenlandse (vooral Chinese) bedrijven mogelijk is om voor een periode van 25 jaar land te pachten. Ook is hij er voorstander van om over te stappen naar het Latijns alfabet in plaats van het Cyrillisch schrift. Kazachstan neemt deze maatregelen om meer los te komen van Rusland.
President Noersoeltan Nazarbajev kondigde op 19 maart 2019 plotseling zijn aftreden aan. Deze werd de volgende dag effectief. Tokajev trad tot de volgende presidentsverkiezingen op als president. Bij de presidentsverkiezingen van 9 juni 2019 werd hij met ruim 70% van de stemmen verkozen tot president. In maart 2020 riep Tokajev de noodtoestand uit als gevolg van de coronapandemie. Een jaar later besloot de president de doodstraf af te schaffen in het land.
In januari 2022 ontstond er onrust in Kazachstan nadat de prijs van lpg verdubbelde nadat de maximumprijs werd losgelaten. Duizenden mensen demonstreerden op straat. Tokajev stuurde de regering naar huis en ontnam zijn voorganger Nazarbajev het voorzitterschap van de Veiligheidsraad. Daarnaast riep hij de hulp in van Rusland om een einde te maken aan de protesten. Er zouden tijdens de protesten (tot 9 januari) meer dan 164 doden zijn gevallen, tweeduizend mensen gewond zijn geraakt en 9900 personen gearresteerd (volgens het Kazachse ministerie van Volksgezondheid en het ministerie van Binnenlandse Zaken).
Op 5 juni 2022 hield Kazachstan een referendum over aanpassingen van de grondwet. Ongeveer een derde van de artikelen zijn gewijzigd. De belangrijkste aanpassingen maken een einde aan het zogenaamde ‘superpresidentiële systeem’ van zijn voorganger en worden de privileges van voormalig president Noersoeltan Nazarbajev geschrapt. Er komt een constitutioneel hof om wetgeving en de bevoegdheden van de president te controleren. De aanpassingen werden met 77% van de stemmen aangenomen.
In juni 2022, tijdens het Internationaal Economisch Forum in Sint-Petersburg, weigerde Tokajev de door Moskou gesteunde en afgescheiden gebieden van Oekraïne te erkennen. Dit tot ongenoegen van president Poetin die in zijn speech aanhaalde dat de hele voormalige Sovjet-Unie 'historisch Rusland' was. Tokajev keerde zich ook tegen Russische commentatoren die territoriale aanspraken op Kazachstan suggereerden. Deze uitspraken leidden tot spanningen tussen beide presidenten en ongemak over de Russische intenties.
Op 20 november 2022 waren er vervroegde presidentsverkiezingen. Tokajev kreeg 81,3% van de stemmen aldus de Centrale Verkiezingscommissie bij een opkomst van 69,4%. Er waren vijf andere kandidaten maar geen van hen kreeg meer dan 3,4% van de stemmen. Van de stemmers koos 5,8% voor de optie "tegen iedereen".

## Persoonlijk
Tokajev is getrouwd en heeft een zoon. Hij spreekt vloeiend Kazachs, Russisch, Engels en Chinees. Hij was 13 jaar voorzitter van de Kazachse tafeltennisbond.